# Ludwig Angerer

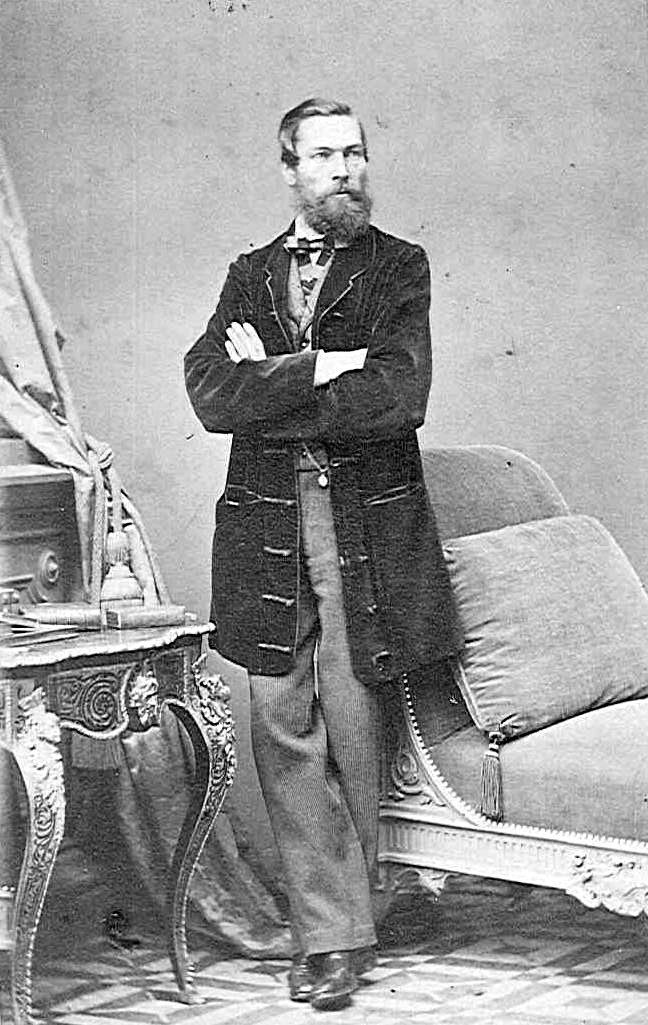
Ludwig Angerer

Ludwig Angerer (* 15. August 1827 in Malaczka bei Pressburg, Kaisertum Österreich; † 12. Mai 1879 in Wien) war ein österreichischer Fotograf.

## Biografie

### Familie
Ludwig Angerer war das zweitälteste von sechs Kindern einer deutschen, katholischen Familie in Malatzka, Westslowakei. Sein Vater, Ferdinand Johann Alois (Ján Alojz) Angerer, war Förster beim Grafen Jozef Pálffy. Seine Mutter, Amália Sethová, stammte aus Tata in Ungarn. Sein ältester Bruder Ferdinand Nándor (* 29. August 1825 – 12. November 1894) war von 1878 bis 1885 Direktor der k. k. Reichszentralcasse, der späteren  Zentralbank Österreichs. Seine beiden jüngeren Brüder, Viktor Angerer (1839–1894) und August Angerer (1833–1881) waren auch Fotografen bzw. Fotoverleger. Seine Schwestern hießen Amalie und Josephine.
Ludwig Angerer war verheiratet mit Maria, geb. Aigner (1838–1913). Das Paar hatte die Söhne Franz (Fery), August, Alexander und Ludwig. Der älteste Sohn Fery Angerer war Arzt, er besaß ein Privatsanatorium am Mondsee und war Amateurfotograf. Die Tochter (oder Schwester) Margarethe heiratete den Fotografen Johann Bauer, 2. Vorsitzender der Photographischen Gesellschaft zu Wien (1867–68).

### Leben

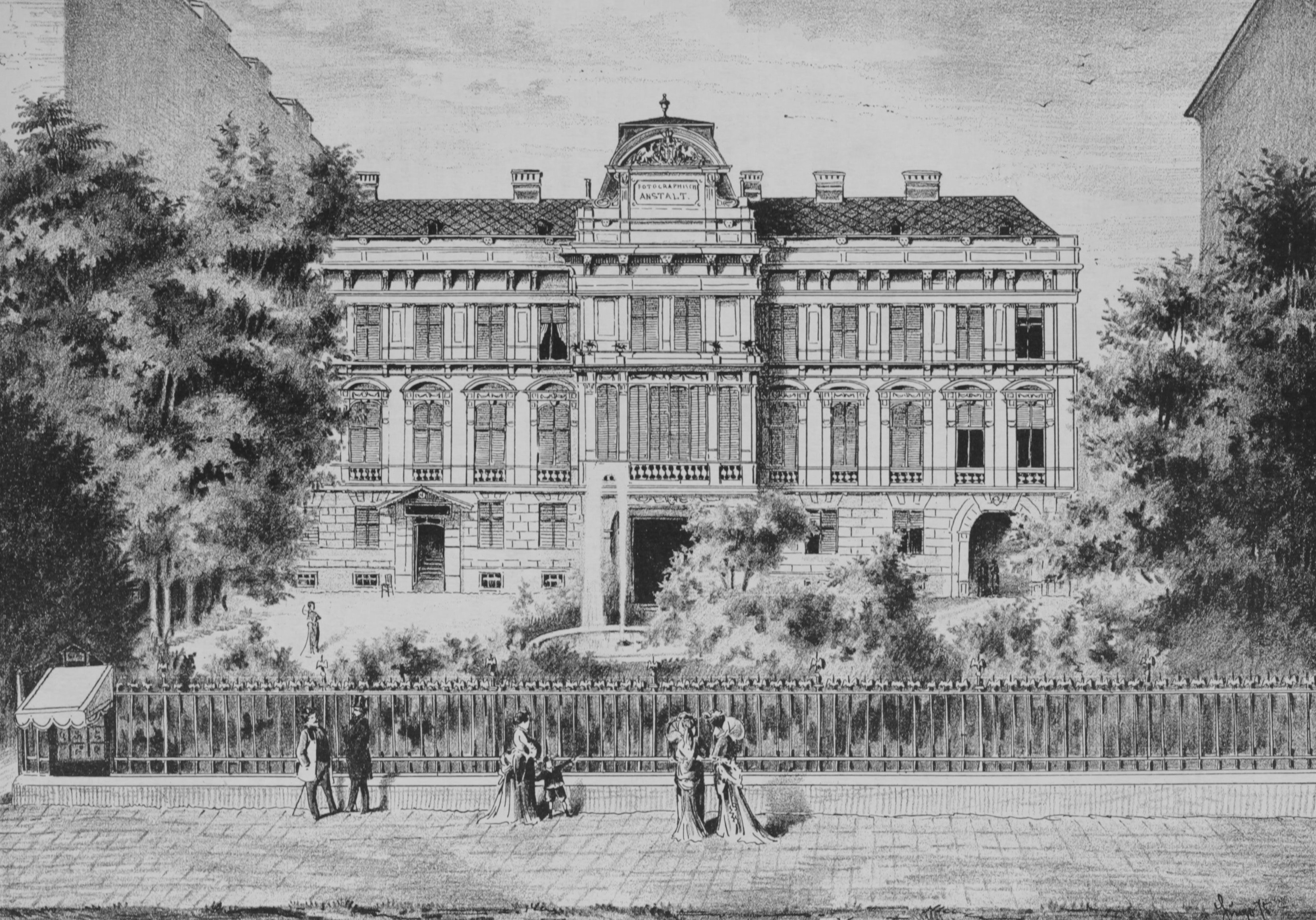
Ludwig Angerers Atelier in der Theresianumgasse 4 in Wien.

Ludwig Angerer studierte zuerst Pharmazie und Chemie, bevor er in Pest arbeitete. Ab 1854 war er Apotheker in der Garnisonsapotheke in Wien. Er betrieb die Fotografie nebenbei, obwohl er das nicht gelernt hatte. Ab dem Jahr 1854 konnte er dies auch beim Militär nutzen, da er ein Regiment als Regimentsapotheker in die Donaufürstentümer begleitete. Bei seiner Rückkehr aus dem Krimkrieg erregten die mitgebrachten Papierfotos wegen ihrer technischen Vollendung großes Aufsehen. Er gilt als der erste „städtische Porträtist“ von Bukarest.

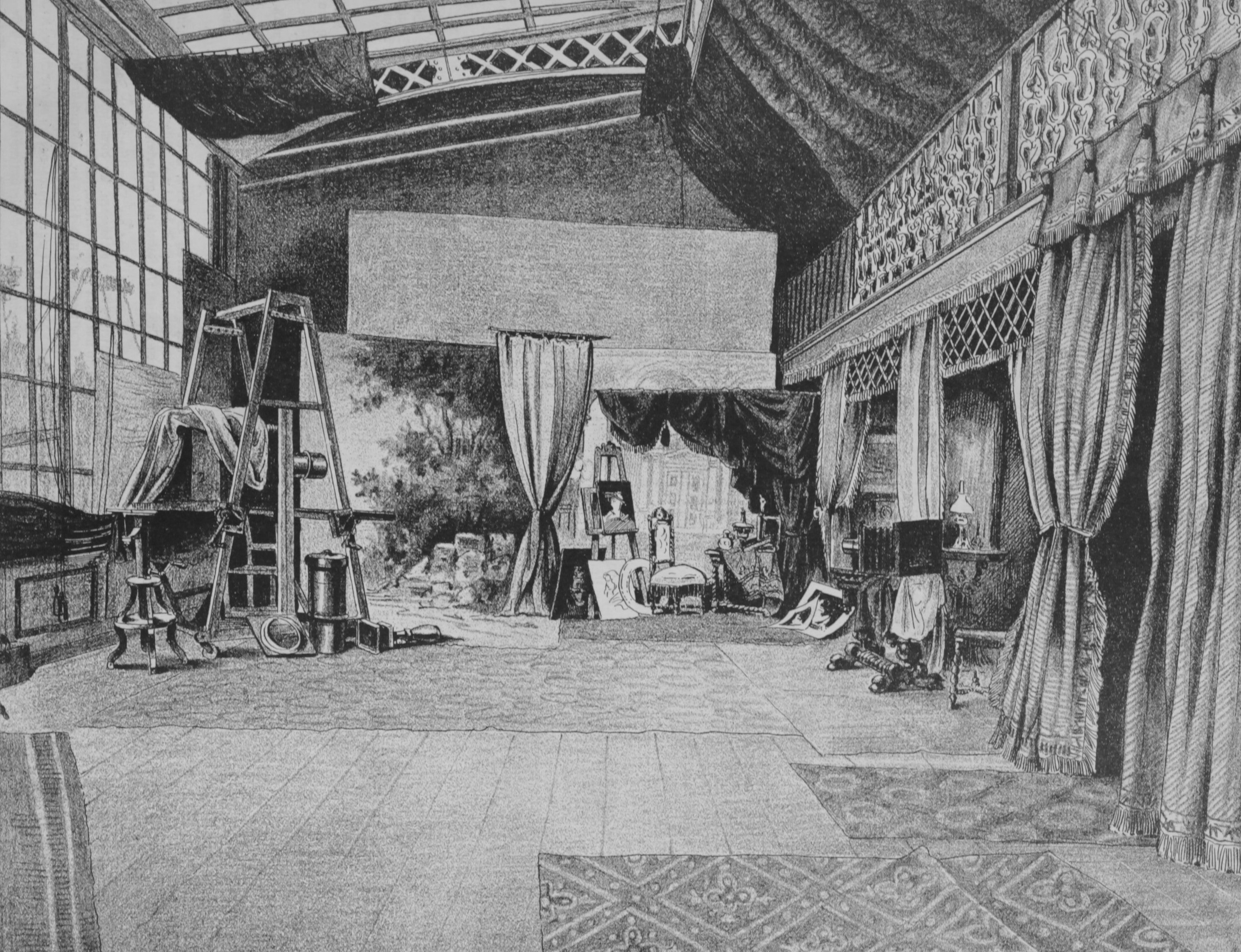
Inneres des Ateliers von Ludwig Angerer

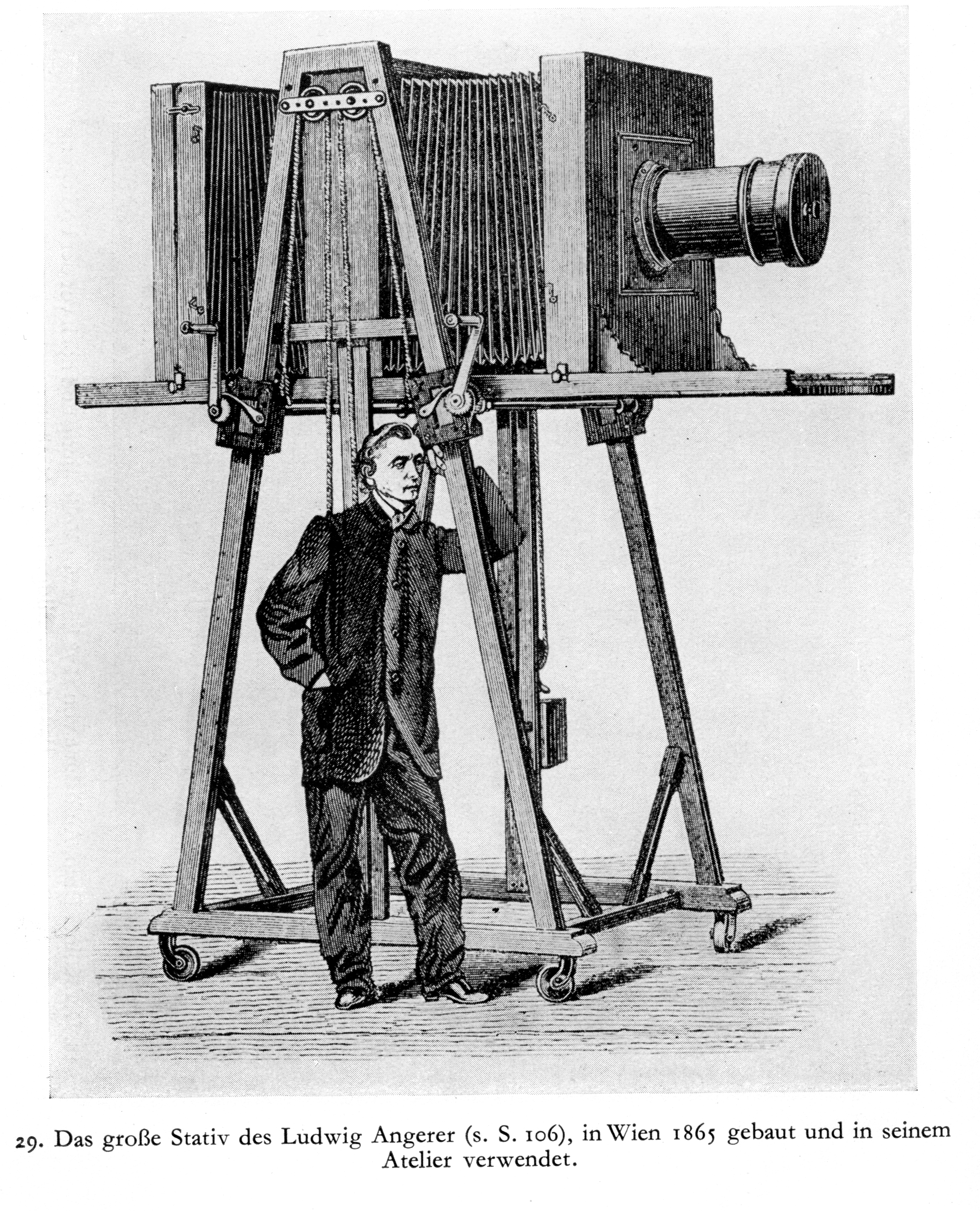
Das große Stativ des Ludwig Angerer, in Wien 1865 gebaut und in seinem Atelier verwendet. Das Format der Kamera betrug laut Erich Stenger 24x30 Zoll.

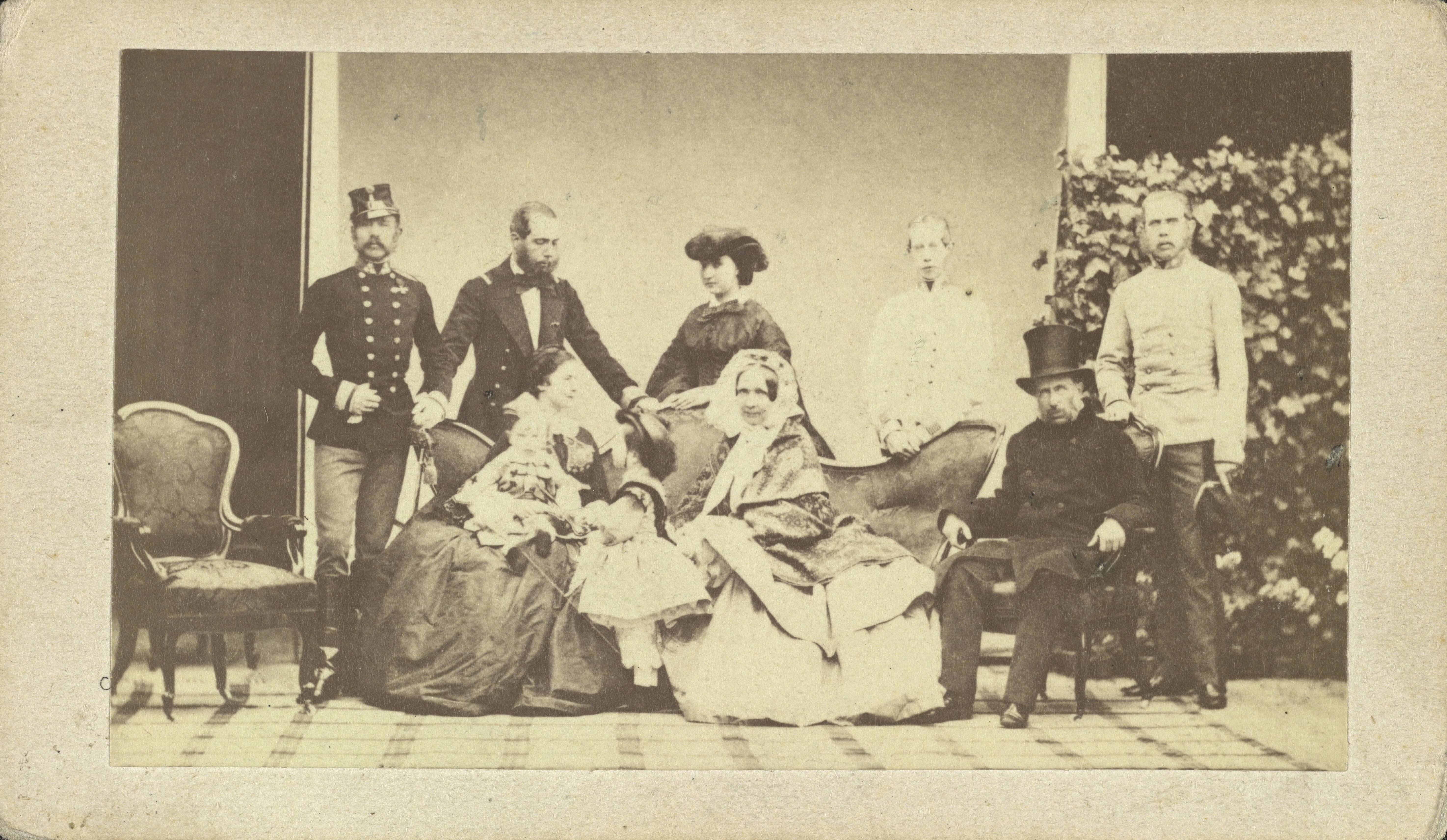
Gruppenbild der Kaiserlichen Familie, Wien Mai 1860

Er gründete gemeinsam mit Hugo von Strassern 1858 sein erstes Atelier in Wien. Noch vor 1860 zog er in ein neues Atelier und war bereits selbständig. Mit Dekret vom 25. Dezember 1860 wurde er zum k.k. Hof-Photographen ernannt.
1862 zog er in das Nachbarhaus um, welches sein Eigentum war. Dort baute er sich ein prächtiges und vielbeachtetes Atelier. Der Journalist und Fotograf Alois Nigg beschrieb diesen fotografischen Salon ersten Ranges nur kurz in seinem Artikel Über den Bau der photographischen Salons, denn er führte an, dass dieser Bau so kostspielig sei, ganz im Palaisstil durchgeführt, so dass selbst von der Hautevolee der Lichtbilderzeuger wegen seiner Kostspieligkeit kaum einen Nachahmer finden würde. Er schrieb weiter: 

„Der Charakter der photographischen Wiener Schule, wenn es erlaubt ist, diesen Kunstausdruck auch hier zu bezeichnen, hat sich nun hauptsächlich durch die Einflussnahme von Ludwig Angerer entwickelt und so auch das von ihm gewählte Atelier – System, die allgemeinste Verbreitung gefunden; denn der zuerst von ihm angegebene und vom Baurat Romano ausgeführte Salon in der Theresianumgasse kann als das stricte Vorbild der später vom Architekten Förster auf dem Palais Todesco (Photograph Leth) und auf dem Hotel National in der Leopoldstadt (Photograph Rabending) erbauten Ateliers angenommen werden, gerade so wie sein photographisches Verfahren durch zahlreiche Schüler und Assistenten direct und indirect sich in den Wiener Etablissements eingebürgert hat.“

Angerer hat 1857 die Carte de Visite-Photographie, welche in Paris ab 1859 groß in Mode war, in Wien als erster angeboten und wesentlich zu deren Verbreitung beigetragen. 1867 baute er sich ein Filialatelier in der Stadt. Auch über dieses Atelier schrieb Alois Nigg in dem erwähnten Artikel: „Im ersten Stock Empfangssalon, Comptoir und Arbeitsraum, im oberen Teil das eigentliche Atelier. Sämtliche zum Oberlichte verwendete Glastafeln matt geschliffen, an der vertikalen Seitenwand ausschließlich blaue Gläser. Merkwürdig war, dass man im Inneren dieses Ateliers die blaue Farbe der Glaswand kaum bemerkte.“
Ab 1872 betrieb Ludwig Angerer gemeinsam mit seinem Bruder Viktor Angerer ein Atelier, das dieser leitete („L.&V.ANGERER“). 1873 zog er sich wegen Krankheit aus dem Geschäft zurück und übergab es an seinen Bruder Viktor. 1879 verstarb Ludwig Angerer.
Er porträtierte die österreichische und ausländische Prominenz und machte auch Stadtansichten von Wien sowie Genre- und Tierstudien. Als Amateur leistete er bedeutende Arbeiten zur Topografie der Monarchie.
Nicht verwandt war Ludwig Angerer mit dem in Wien geborenen Carl Angerer (1838–1916 in Wien). Carl Angerer war der Sohn eines Wiener Gastwirts. Er lernte das Buchdrucker-Handwerk, bevor er als Chemigraph die Firma C. Angerer & Göschl in Wien-Ottakring gründete.

## Werke

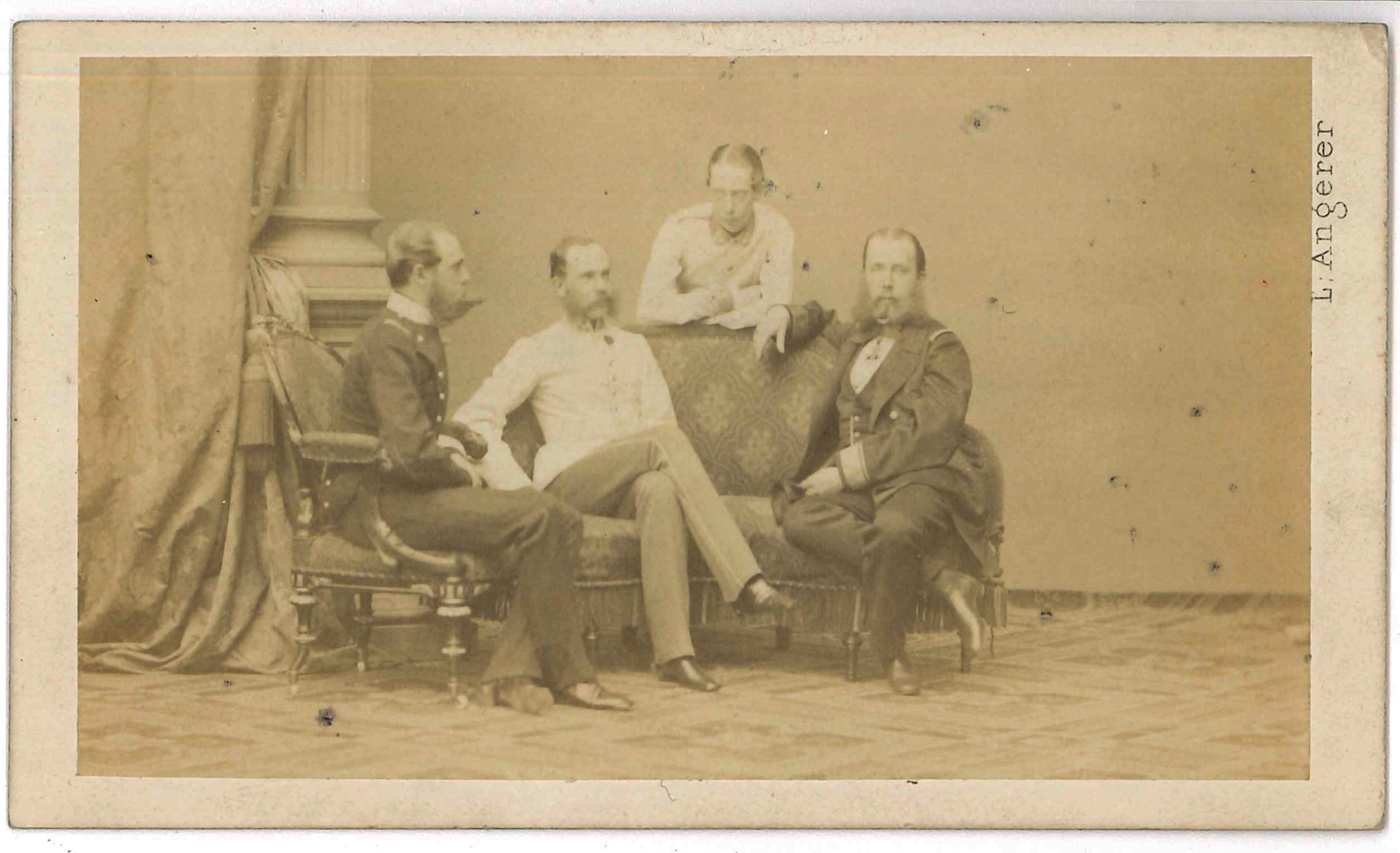
Kaiser Franz Joseph mit seinen Brüdern (1863)
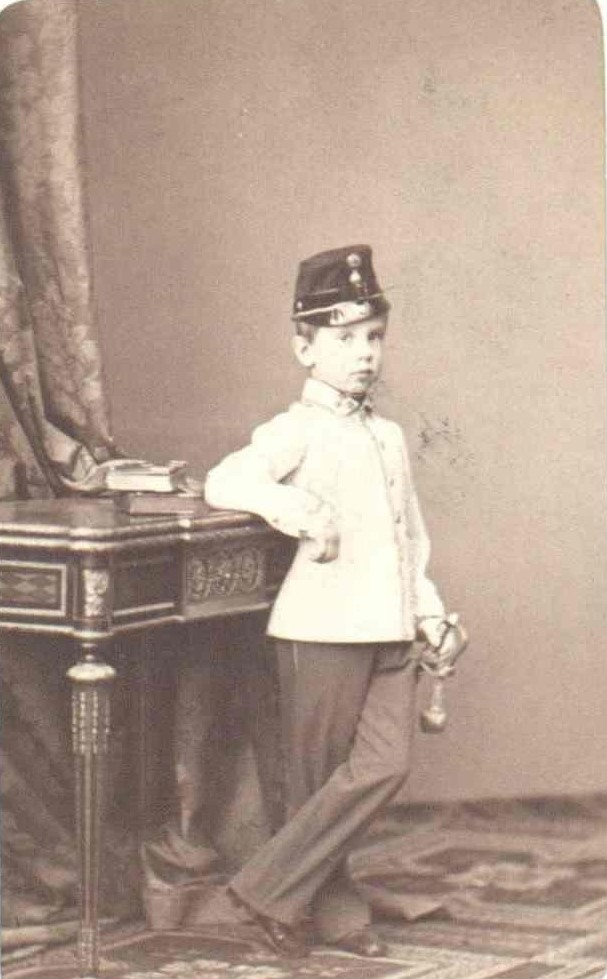
Kronprinz Rudolf (1863)
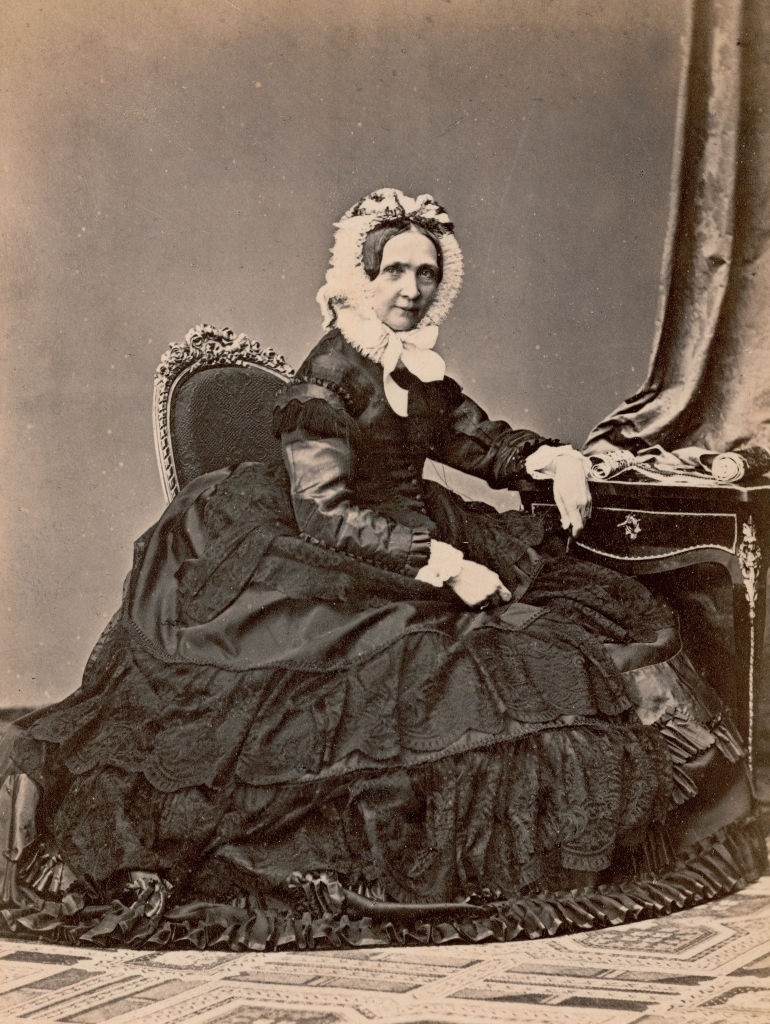
Erzherzogin Sophie (1866)
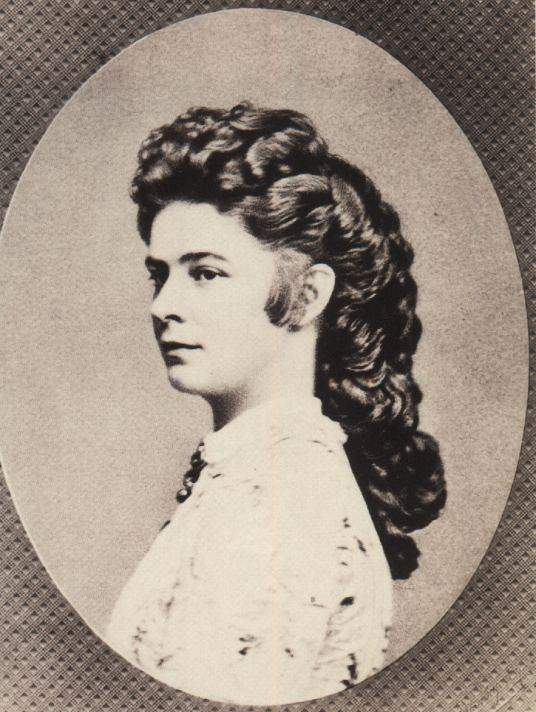
Kaiserin Elisabeth (ca. 1865)
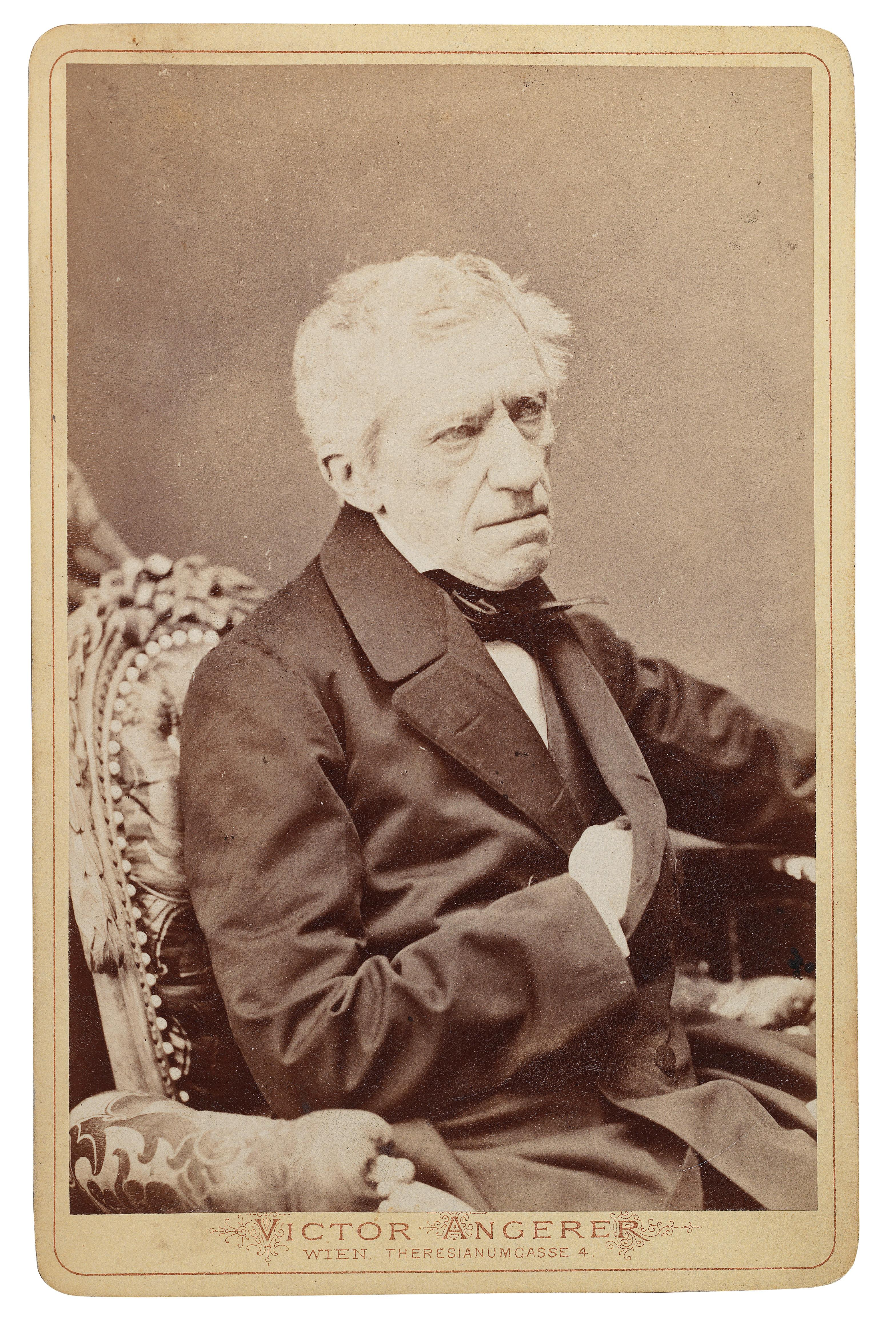
Franz Grillparzer (1861)
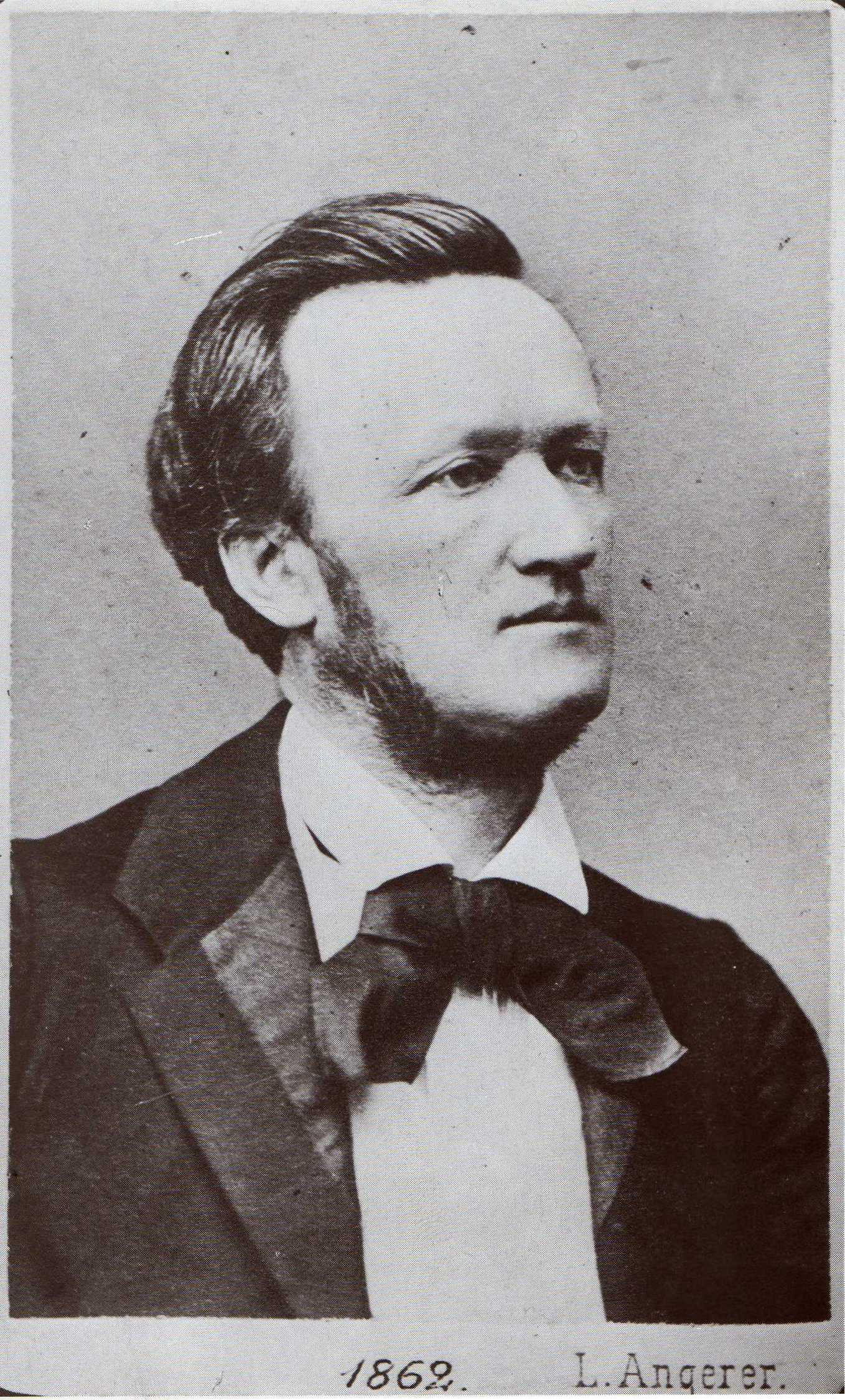
Richard Wagner (1862)

## Publikationen
- Ueber den Vergrösserungs-Apparat. In: Zeitschrift für Fotografie und Stereoskopie. Bd. 3 (1861), S. 179ff.
- Ueber eine Methode auf trockenem Kollod. In: Zeitschrift für Fotografie und Stereoskopie. Bd. 4 (1861), S. 203ff.
- Die burgundischen Gewänder der K. K. Schatzkammer – Messornat für den Orden vom Goldenen Vliess: 12 Blatt Photographien mit Text. Selbstverlag des K. K. Österreichischen Museums, Wien 1864.
- Albrecht Dürer's Originalzeichnungen in der Kunstsammlung Sr. K.K. Hoheit des Erzherzogs Albrecht von Österreich, Abtheilung II.III. Verlag von Sigmund Soldan, Nürnberg ca. 1879 (Digitalisat).
- Ein neues System für Atelier-Stative. In: Photographische Correspondenz. Bd. 3 (1866), S. 32–34 (Digitalisat).
- Bericht über den photographischen Teil der Weltausstellung in Paris 1867. In: Photographische Correspondenz. Bd. 4 (1867), S. 125–134 (Digitalisat).

## Ehrungen und Auszeichnungen
- Ernennung zum k.k. Hoffotografen per Dekret vom 25. Dezember 1860.[6][3]
- Medaille für „Vortrefflichkeit im Allgemeinen und große Schärfe der ausgestellten Bilder“ auf der Internationalen Ausstellung für photographische Bilder in London (1862?)[7]
- Silberne Medaille; Preise für Photographien und photographische Apparate bei der Pariser Weltausstellung 1867[8].
- ca. 1868 Ehrenmitglied im Photographischen Verein zu Hamburg[9][10], gegründet 1865.